# Puimichel
Puimichel – miejscowość i gmina we Francji, w regionie Prowansja-Alpy-Lazurowe Wybrzeże, w departamencie Alpy Górnej Prowansji.

## Demografia
Według danych na rok 1999 gminę zamieszkiwało 237 osób, a gęstość zaludnienia wynosiła 6,4 osób/km². W styczniu 2015 r. Puimichel zamieszkiwały 223 osoby, przy gęstości zaludnienia wynoszącej 6,1 osób/km².